# كيري كيني
كيري كيني هي ممثلة كندية، ولدت في القرن العشرين في كندا.

## وصلات خارجية
- كيري كيني على موقع IMDb (الإنجليزية)
- كيري كيني على موقع قاعدة بيانات الفيلم (الإنجليزية)